# 7141 Bettarini
7141 Bettarini (1994 EZ1) là một tiểu hành tinh vành đai chính được phát hiện ngày 12 tháng 3 năm 1994 bởi Boattini, A., Tombelli, M. ở Cima Ekar.